# Fuerza Aérea de Etiopía
La Fuerza Aérea de Etiopía (en amhárico: የኢትዮጵያ አየር ሃይል, Ye Ithopya A yer Hayl, abreviada como ETAF) es la fuerza aérea de Etiopía. Tiene la tarea de «proteger el espacio aéreo nacional, brindar apoyo a las fuerzas terrestres, así como asistir operaciones civiles durante emergencias nacionales».

## Historia
Los orígenes de la Fuerza Aérea de Etiopía se remontan al entonces Ras (príncipe) Haile Selassie, testigo de un espectáculo de la Real Fuerza Aérea Británica en noviembre de 1922, en Adén. Como nunca antes había visto un avión, quedó impresionado por esta demostración de su poder y habilidades, y espontáneamente preguntó si se le permitiría subir a uno de los biplanos, proclamando que era "muy apropiado que él, como regente de Abisinia, fuera del primer abisinio en alzar el vuelo en un avión". Como resultado de esta experiencia, luego abogó por el desarrollo de la Fuerza Aérea Imperial Etíope. Esta pequeña arma aérea comenzó con la entrega de un Potez 25-A2 en la capital, Addis Abeba, el 18 de agosto de 1929. La Fuerza Aérea de Etiopía fue organizada por Mishka Babitchef, el primer piloto etíope, de ascendencia rusa. Un Junkers W 33c le siguió el 5 de septiembre.
El 31 de marzo de 1930, tres de los biplanos del arma aérea de Etiopía jugaron un papel dramático en una batalla entre Haile Selassie (aún no coronado Emperador) y las fuerzas conservadoras que buscaban su expulsión. Durante la batalla de Anchem, los biplanos se usaron eficazmente para dar las fuerzas de Haile Selassie la ventaja.
También se adquirieron algunos aviones de transporte durante 1934-1935 para el cometidos de ambulancia. La fuerza aérea fue comandada por el coronel John Robinson (afroamericano, perdió el mando en mayo de 1935), reclutado por Haile Selassie, y que permaneció hasta la conquista italiana de Etiopía, cuando la pequeña fuerza aérea etíope dejó de existir.
Aeronaves de la Fuerza Aérea de Etiopía hasta 1936: 
- 2 × Beechcraft Staggerwing
- 1 × Breda Ba.15
- 1 × de Havilland DH.60 Polilla
- 1 × de Havilland Dragon (Cruz Roja)
- 1 × Farman 192 c/n?
- 1 × Farman F.190 convertido a F192 por cambio de motor, c/n?
- 1 × Fiat AS-1, perdido en accidente 1930
- 2 × Fokker F.VIIa (llamado "Abba Dagnew" y "Abba Kagnew". Este último se consideró como ambulancia)
- 1 × Fokker F.VIIb/3m (utilizado como transporte personal de Hailé Sélassié y para misiones de la Cruz Roja)
- 1 × Heinkel HD.21 (Cruz Roja)
- 1 × Junkers W33c (adquirido en 1929).
- 6 × Potez 25 A-2
- 1 × Meindl van Nes A.VII Etiopía 1.
- 1 x Breda Ba.25.
- 1 x Breda Ba.28.
- 2 x Breguet XIX.

Pilotos notables de la Fuerza Aérea Imperial Etíope (1929–1936)
- André Maillet (francés)
- Gaston Vedel
- Barón von Engel (alemán)
- Comte Schatzberg
- Hubert Julian
- Mishka Babitcheff (etíope)
- Bahru Kaba (etíope)
- Asfaw Ali (etíope)
- Tesfaye (etíope)
- John Robinson (afroamericano, tendrá el mando en mayo de 1935)
- Thierry Maignal
- Ludwig Weber (Agente de Junkers en Addis Abeba y piloto personal de Hailé Sélassié, supervisó la construcción del Weber Meindl van Nes A.VII Etiopía 1, que era una versión muy modificada del De Havilland DH.60 Moth

- Conde Carl Gustaf von Rosen (con la Cruz Roja, voló el Heinkel HD.21)[4]

### Post-Segunda Guerra Mundial
Después de la liberación de Etiopía, el país comenzó a reorganizar la fuerza aérea embrionaria que había existido antes de la invasión italiana, comandada por el coronel John Robinson (afroamericano). En 1944, un grupo de veteranos afroamericanos de la Segunda Guerra Mundial creó una escuela de vuelo en el aeropuerto de Lideta en Addis Abeba. La nación adquirió algunos aviones a través de ayuda militar de los Estados Unidos y el Reino Unido. La escuela tenía unos 75 estudiantes en 1946. Como ni los Estados Unidos ni el Reino Unido estaban interesados en dar su apoyo, Suecia ayudó a Etiopía a crear un arma aérea moderna. Carl Gustaf von Rosen fue nombrado instructor principal de la recién reformada Fuerza Aérea Etíope Imperial (IEAF).
El contingente sueco desempeñó un papel fundamental en la creación de una base sólida. Envió entrenadores Safir y bombarderos ligeros B-17A desde Suecia, y el gobierno etíope adquirió el avión de transporte C-47 Skytrain de los Estados Unidos para equipar los escuadrones de entrenamiento de vuelo, bombarderos y transporte, respectivamente. En 1951, la IEAF formó su primer escuadrón de caza/ataque al adquirir cazas Fairey Firefly del Reino Unido.

### Asistencia de los Estados Unidos y transición a la era del jet
En 1953, se firmó un acuerdo militar entre los Estados Unidos y Etiopía para un programa de asistencia militar (ver Relaciones entre Etiopía y Estados Unidos). Su objetivo era proporcionar a Etiopía una fuerza militar capaz de realizar tareas defensivas. El ejército de los Estados Unidos envió un equipo para llevar a cabo un estudio exhaustivo de las capacidades militares de Etiopía, los requisitos y las posibles amenazas que enfrentaba Etiopía.
El IEAF se benefició inmensamente del programa. La Fuerza Aérea de los EE. UU. Envió un equipo de oficiales y suboficiales liderados por un coronel para evaluar la fuerza y proporcionar recomendaciones como parte del Grupo de Asesoría y Asistencia Militar que realiza el estudio integral del ejército etíope. El IEAF debía ser reestructurado organizativamente y adoptar procedimientos operativos de estilo estadounidense. Se hizo hincapié en la creación de instituciones de formación de IEAF. Varios miembros del personal etíope fueron enviados a los EE. UU., incluidos 25 pilotos etíopes para su entrenamiento, y muchos más fueron entrenados localmente por personal de Defensa de los EE. UU. En 1957, se suministraron los tres primeros entrenadores T-33A, seguidos por los cazas F-86F Sabre en 1960. En 1961, se adquirieron aparatos T-28 para entrenamiento avanzado. Esta afluencia de equipos y capacitación convirtió a la IEAF, en opinión del historiador Bahru Zewde, en "la pieza más prestigiosa de ayuda estadounidense en Etiopía. También era, según se dice, la unidad más moderna y eficiente de las fuerzas armadas".
En 1964, los somalíes comenzaron a recibir grandes cantidades de armamento y equipo terrestre, con la entrega de cazas MiG-17 por la Unión Soviética. En respuesta, Estados Unidos comenzó a entregar los aviones de combate supersónicos F-5A Tiger I en 1965 para contrarrestar esta nueva amenaza. Sin embargo, tuvo cuidado de no intensificar aún más la situación. Estados Unidos entregó el F-5A sin proporcionar un sistema de armas importante para la aeronave, la capacidad de usar misiles aire-aire. Sin embargo, la entrega de F-5A tuvo serias implicaciones en el Cuerno de África porque ningún país vecino tenía algo similar a este nuevo avión de combate. Los somalíes estaban furiosos y describieron la transferencia del F-5A como una grave amenaza para la seguridad del pueblo somalí y el resto del Cuerno de África. En 1976, los EE. UU. Acordaron suministrar F-5E Tiger II más avanzados junto con misiles aire-aire AIM-9B después de que los soviéticos enviaron cazas MiG-21PFM a Somalia. Los F-5E destinados a Etiopía nunca se entregaron y se almacenaron en la base aérea de Williams, Arizona, durante la Guerra de Ogaden (Guerra Somalí-Etíope de 1977-1978).

### Guerra del Ogaden
Después de su independencia en 1960, Somalia comenzó a reclamar todos los territorios que estaban ocupados en gran parte por somalíes étnicos en los vecinos Yibuti, Etiopía y Kenia. Sin embargo, la mayoría de la tierra reclamada estaba en Etiopía, lo que la convirtió en el principal objetivo de Somalia. Después de no obtener apoyo dentro de la Organización de la Unidad Africana, Somalia declaró la guerra a Etiopía en 1964. Las fuerzas somalíes lanzaron su ataque en Togochale, una ciudad fronteriza al este de Jijiga, pero los etíopes no estaban a la altura de las fuerzas aéreas relativamente bien equipadas de Somalia.
El breve conflicto proporcionó a la IEAF una valiosa experiencia. Las lecciones aprendidas incluyeron la necesidad de bombarderos pesados, un complejo de defensa aérea, un sistema de comunicación seguro y fiable, y una mejor coordinación con las fuerzas terrestres. Como resultado, se adquirieron bombarderos Canberra y radares de defensa aérea a Gran Bretaña y Estados Unidos, respectivamente.
En 1974, el descontento popular contra el emperador Haile Selassie condujo a un golpe militar. Luego, los militares formaron un comité interno, conocido como Derg, dominado por suboficiales. Poco después, ejecutó a 60 altos funcionarios civiles y militares y encarceló a muchos otros. Además, el Derg expulsó a muchos oficiales militares de carrera de los que sospechaba. El ejército estaba en ruinas y el país, sumido en la agitación política. Fue durante este momento que los somalíes lanzaron una invasión masiva en 1977.
Ya alarmado por el creciente ruido que hacían los somalíes, el gobierno del Derg había logrado convencer a la administración de Ford de proporcionar a Etiopía los cazas F-5E. El primer lote de seis pilotos fue enviado a la Base Williams de la Fuerza Aérea en Arizona para la conversión y el entrenamiento táctico de los combatientes en agosto de 1976. Sin embargo, el entrenamiento adicional de los pilotos y la entrega de aviones se detuvo después de que el presidente Carter cortó todos los suministros de armas, en protesta por las violaciones de los derechos humanos perpetrados por el Derg.
Utilizando los ocho F-5E recibidos como interceptores, los F-5A para el apoyo aéreo cercano y los Canberra para bombardeo, la ETAF superó a la Fuerza Aérea Somalí. A lo largo de la guerra, también realizó ataques contra varios objetivos en el interior de Somalia, incluidos los repetidos bombardeos de la base operativa principal del norte de la Fuerza Aérea Somalí en Hargeisa y el ataque de largo alcance contra Berbera.
La ETAF perdió tres F-5E por fuego de tierra y un avión de transporte C-47 derribado por un MIG-17, mientras que un piloto desertó con su Canberra a Somalia. Otra Canberra se perdió debido a un problema mecánico en el interior de Etiopía después de recibir impactos por fuego terrestre. Los somalíes capturaron a dos pilotos de los F-5E, así como a la tripulación C-47, mientras que un piloto de F-5E fue rescatado en helicóptero. Uno de los pilotos del F-5E capturado fue Legesse Teferra, acreditado con seis victorias sobre MiGs somalíes. Su F-5E fue derribado mientras sobrevolaba un área que se creía que estaba bajo el control de las fuerzas etíopes. Fue capturado por la población somalí local y entregado al entonces comandante del ejército somalí de la región, el coronel Abdullahi Yusuf. El coronel Abdullahi Yusuf más tarde se convirtió en presidente de Somalía. El otro piloto de F-5E capturado, Afework Kidanu, murió en cautiverio en Somalia.

### Cambio al bloque oriental
Si bien el papel de la ETAF fue fundamental para detener el avance de las fuerzas somalíes, las fuerzas terrestres no estaban preparadas para operaciones ofensivas encaminadas a expulsar a los somalíes del área que controlaban. El ejército carecía de equipos de todo tipo, y después de que el Derg llegara al poder, el presidente de los Estados Unidos, Jimmy Carter, cortó toda ayuda militar a Etiopía. Desesperado, el régimen del Derg recurrió a los soviéticos en busca de ayuda. La Unión Soviética, que prestaba asistencia a Somalia, cambió de bando y acordó proporcionar una ayuda económica y militar sustancial que resultó ser decisiva. Como resultado, la ETAF recibió una gran cantidad de aviones y helicópteros para tareas de combate y transporte. Los cubanos proporcionaron 17,000 tropas para apoyar a las fuerzas etíopes, incluidos pilotos que volaron los MiG-21 recién suministrados por los soviéticos.
En la década de 1980, también se adquirieron aviones no soviéticos, como varios aviones L-39C de Checoslovaquia para el entrenamiento de transición a reactores. Además, se adquirieron entrenadores SF-260TP de Italia en dos lotes para reemplazar a los antiguos Safirs, y dos aviones de transporte L-100 Hercules, la versión civil del transporte militar C-130 Hercules, se adquirieron a través de Ethiopian Airlines.

### Los años del Derg
Si bien su papel durante la guerra con Somalia salvó a la ETAF de las purgas infligidas al ejército y a casi todas las demás instituciones del país, el Derg estaba decidido a vigilarla de cerca. Para aumentar su control, el Derg creó un comité de tres personas: el comandante de la Fuerza Aérea, un comisario político y un representante del Servicio de Seguridad para supervisar a la ETAF. Además, siguiendo el consejo soviético, la organización de la ETAF fue reemplazada por una estructura de regimiento de estilo soviético.
La influencia soviética tuvo un gran impacto en la ETAF. Los soviéticos ofrecieron entrenar a todos los pilotos en un centro de entrenamiento conjunto para todos sus estados satélites, dejando a la ETAF responsable solo del entrenamiento operativo. También ofrecieron instruir a los ingenieros en sus propias escuelas. Con la esperanza de obtener enormes ahorros de costos, la ETAF aceptó la oferta. Como resultado, tanto la escuela de vuelo como la Academia del Aire se cerraron en 1980 y todos los reclutas fueron enviados a la Unión Soviética después de pasar el examen de aptitud y el examen médico.
Insatisfecho con el entrenamiento proporcionado por los soviéticos, la ETAF reactivó tanto su escuela de entrenamiento de vuelo como la Academia de Aire en 1984. Se adquirieron aviones de hélice SF260TP para entrenamiento primario y reactores L-39 para entrenamiento de transición de Italia y Checoslovaquia, respectivamente. La Academia del Aire se volvió a abrir con instructores civiles y programas de licenciatura en ingeniería aeronáutica, administración aeronáutica e ingeniería eléctrica.
Este período fue testigo del declive de los centros de mantenimiento e ingeniería de la ETAF. A diferencia de los estadounidenses, los soviéticos no estaban dispuestos a transferir conocimientos técnicos. Insistieron en que todos los trabajos de reparación importantes fueran realizados por ellos en la Unión Soviética. Además de la pesadilla logística, el costo era prohibitivo para la fuerza aérea que ya se agotaba financieramente apoyando a las fuerzas terrestres en la guerra civil. Los soviéticos cedieron y acordaron establecer un centro de mantenimiento, reparación y revisión a nivel de depósito después de que el régimen del Derg abordara el asunto con los líderes soviéticos. Sin embargo, la falta de financiación obstaculizó el progreso y solo se realizó un trabajo mínimo en 1991. El proyecto se reinició en 1995 y se inauguró formalmente en 2004.
En los años del Derg, la ETAF se vio envuelto en la guerra civil. La ETAF desempeñó un papel crítico en el esfuerzo de guerra del Derg en el norte. Fue el principal obstáculo que enfrentaron los rebeldes para lograr la victoria total. Sin embargo, a fines de la década de 1980, muchos en la fuerza aérea comenzaron a cuestionar el enjuiciamiento de la guerra. Tras el fallido golpe de Estado de 1989, en el que participaron los principales líderes de laETAF, su alto mando fue diezmado con arrestos y ejecuciones. Como resultado, la ETAF sufría de baja moral y serias grietas internas. Los pilotos desertaron en número creciente a países vecinos. La situación en el terreno también se estaba volviendo desesperada. Finalmente, las fuerzas del Frente Democrático Revolucionario del Pueblo Etíope (EPRDF) derrotaron al ejército Derg y tomaron el control del país en 1991.

### Después de 1991
El cambio en los acontecimientos que siguió tuvo un tremendo impacto en la ETAF. En 1991, el régimen del Derg respaldado por los soviéticos fue depuesto por las fuerzas rebeldes del EPRDF. El EPRDF ordenó a todos los miembros del ejército, incluidos los de la ETAF, que se presentasen en los campos de detención establecidos en todo el país. El EPRDF comenzó a reorganizar la fuerza aérea poco después de tomar el poder, y seleccionó a unos 50 oficiales y suboficiales de los campos de rehabilitación para reactivar un ala de transporte. Además, más pilotos y tripulantes de tierra fueron devueltos para recuperar los activos que fueron trasladados a los países vecinos por los pilotos que huyeron en los últimos días del Derg.
El gobierno del EPRDF era consciente del papel crítico del poder aéreo, habiéndolo experimentado de primera mano durante su larga guerra con el Derg. Estableció un nuevo alto mando que incluía comandantes militares de alto rango del EPRDF y exmiembros de la ETAF que se habían unido previamente a EPRDF. Su tarea principal era devolver la ETAF al estado operativo.
En agosto de 1992, se reabrió la escuela de vuelo y se reanudó la formación de cadetes. Como resultado, a muchos de los pilotos instructores bajo el régimen del Derg se les permitió regresar. Además, los altos comandantes del EPRDF asignados al alto mando fueron enviados al extranjero para capacitación del personal. El primer grupo de aspirantes a piloto se graduó en junio de 1995, y nuevas promociones le siguieron. Sin embargo, el período inicial estuvo lleno de mucha fricción y desconfianza entre el personal retenido del antiguo régimen del Derg y los comandantes militares del EPRDF asignados a la ETAF.
En 1995, el gobierno del EPRDF dio a conocer un plan para una nueva Fuerza de Defensa Nacional de Etiopía. El plan requería una fuerza aérea más pequeña con una estructura organizativa racionalizada y menos bases. Como solución a medio plazo, los activos aéreos y terrestres de la ETAF debían actualizarse con sistemas modernos y la finalización de los centros de mantenimiento y revisión comenzó bajo el Derg. Sin embargo, la falta de financiación retrasó la implementación de la mayoría de los proyectos. El liderazgo político consideró que el país no enfrentaba ninguna amenaza que justificase grandes gastos, particularmente en relación con el proyecto de actualización extenso (y costoso) para la flota de combate MIG-21 y MiG-23.

### Guerra con Eritrea
El estallido inesperado de la guerra con Eritrea en junio de 1998 condujo a un cambio significativo en la ETAF. Toda la Fuerza de Defensa Nacional de Etiopía estaba mal preparada para el conflicto. La mayoría de las fuerzas terrestres de Etiopía estaban ubicadas en el sur y sureste. El gobierno del EPRDF consideró que las fronteras del norte eran las más seguras debido a su estrecha relación con Eritrea y decidió dejar la seguridad fronteriza en manos de la milicia local y las fuerzas policiales. Lo sucedido con la ETAF no fue diferente, ya que nunca había reemplazado su base de mando del norte que perdió cuando Eritrea se separó.
En los dos años que siguieron desde 1998–2000 y, a pesar de las muchas limitaciones, la ETAF pudo brindar un apoyo crucial a las fuerzas terrestres. Se adquirieron cazas de superioridad aérea Sukhoi Su-27 junto con versiones avanzadas de los helicópteros de combate Mi-35. Los Su-27 se utilizaron para derribar cuatro Mikoyan MiG-29 de la Fuerza Aérea de Eritrea; el primero el 25 de febrero de 1999 y el segundo el 26 de febrero de 1999. Por contra, MiG-29 eritreos derribaron un total de dos cazas MiG-21MF y un MiG-23BN durante la guerra. Se incorporaron las lecciones aprendidas de la guerra, lo que aumentó la eficacia de la ETAF en el segundo año de la guerra. Se adquirieron aviones Su-25T con capacidad de ataque de precisión junto con sofisticados sistemas de guerra electrónica. Sus miembros realizaron arriesgadas misiones en el interior del territorio eritreo, desde interdicción de líneas de suministro hasta reconocimiento y destrucción de defensas aéreas. Esto, a su vez, elevó enormemente la moral del ejército etíope, lo que les permitió romper la línea frontal eritrea altamente fortificada en un período de tiempo increíblemente corto y llevar la guerra al corazón de Eritrea.
Después de la guerra, la ETAF se reorganizó para prepararse mejor para futuros conflictos, según las lecciones aprendidas durante el conflicto de 1998-2000. Se hicieron cambios para reflejar mejor en su doctrina los efectos de la capacidad adquirida de los equipos más nuevos para desplegar municiones guiadas de precisión. El proyecto del centro de mantenimiento y revisión de larga duración, DAVEC, también se aceleró e inauguró en 2004.

## Bases aéreas
La base principal está en el aeropuerto de Harar Meda , en Debre Zeyit . Hay cuatro bases más pequeñas utilizadas por la fuerza aérea, estas son:
- Aeropuerto Bahir Dar
- Aeropuerto Internacional Aba Tenna Dejazmach Yilma en Dire Dawa
- Aeropuerto de Gode
- Aeropuerto Alula Aba Nega en Mek'ele

## Aeronaves

### Inventario actual
| Aeronave              | Fabricación          | Tipo                  | Variante             | En servicio          | Notas                     |                      |
| Aeronaves de combate  | Aeronaves de combate | Aeronaves de combate  | Aeronaves de combate | Aeronaves de combate | Aeronaves de combate      | Aeronaves de combate |
| --------------------- | -------------------- | --------------------- | -------------------- | -------------------- | ------------------------- | -------------------- |
| MiG-21                | Unión Soviética      | caza                  |                      | 48                   | estado actual desconocido |                      |
| MiG-23                | Unión Soviética      | cazabombardero        |                      | 10                   |                           |                      |
| Sukhoi Su-25          | Unión Soviética      |                       |                      | 39                   | estado actual desconocido |                      |
| Sukhoi Su-27          | Rusia                | caza polivalente      |                      | 14                   |                           |                      |
| Transporte            |                      |                       |                      |                      |                           |                      |
| Boeing 757            | Estados Unidos       | VIP                   |                      | 1                    |                           |                      |
| Antonov An-12         | Ucrania              | transporte            |                      | 12                   |                           |                      |
| Antonov An-32         | Ucrania              | transporte            |                      | 7                    |                           |                      |
| C-130 Hercules        | Estados Unidos       | transporte            | C-130B/E             | 14                   |                           |                      |
| Helicópteros          |                      |                       |                      |                      |                           |                      |
| Mil Mi-8              | Rusia                | utilitario            | Mi-8/17              | 37                   |                           |                      |
| Mil Mi-24             | Rusia                | ataque                | Mi-24/35             | +18                  |                           |                      |
| Alouette III          | Francia              | utilitario ligero     |                      | 16                   |                           |                      |
| Entrenadores          |                      |                       |                      |                      |                           |                      |
| Aero L-39             | República Checa      | entrenador a reacción |                      | 10                   |                           |                      |
| SIAI-Marchetti SF.260 | Italia               | entrenador            |                      | 4                    |                           |                      |

Además del inventario de la fuerza aérea, el ejército opera dos DHC-6 y cinco helicópteros Bell 205.

### Aeronaves retiradas
Los aviones operados anteriormente por la ETAF consistía en Lockheed T-33, Northrop F-5, MiG-17, Electric Canberra, Douglas C-54, Fairchild C-119, de Havilland Dove, Mil Mi-6, Mil Mi-14, Aérospatiale SA 330, North American T-28 Saab 91 Safir y Saab 17